# Monagas

Monagas läge i Venezuela

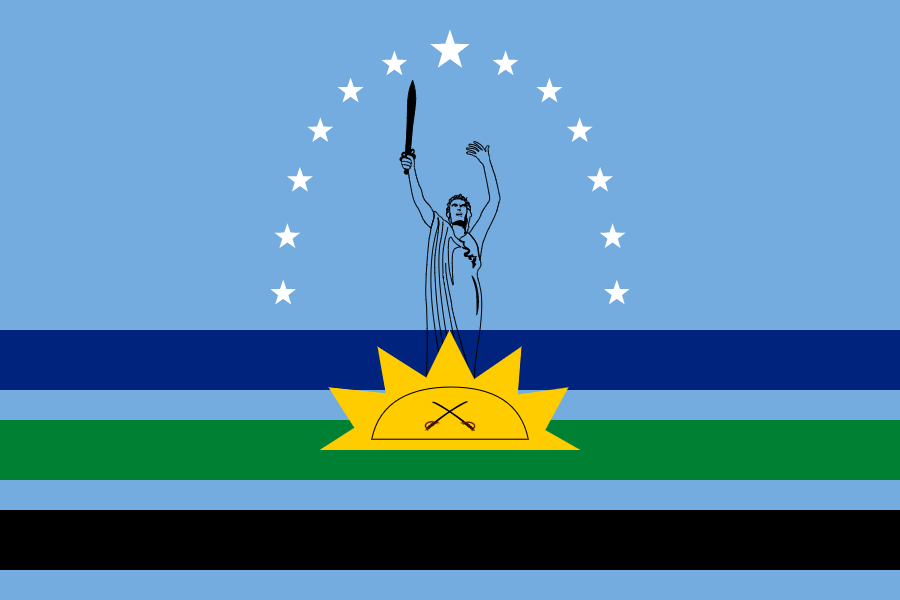
Monagas flagga

Monagas är en av Venezuelas 23 delstater (estados), belägen i den nordvästra delen av landet. Den har en yta på 28 900  km² och en befolkning på 855 300 invånare (2007). Huvudstad är Maturín. Delstaten skapades 1909.

## Kommuner
Delstatens kommuner (municipios) med centralort inom parentes.
1. Acosta (San Antonio de Capayacuar)

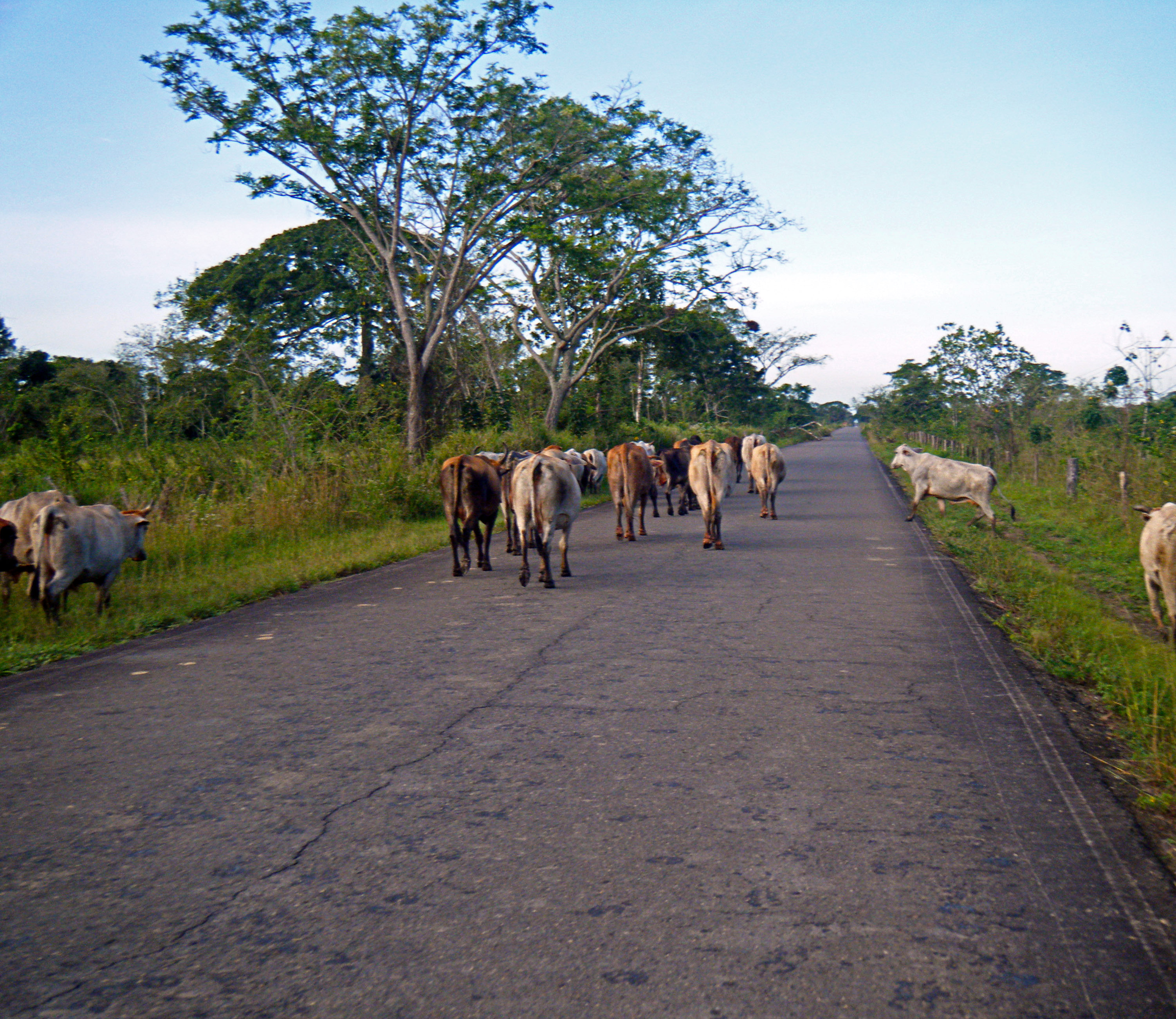
Boskap på Monagas.

2. Aguasay (Aguasay)
3. Bolívar (Caripito)
4. Caripe (Caripe)
5. Cedeño (Caicara de Maturín)
6. Ezequiel Zamora (Punta de Mata)
7. Libertador (Temblador)
8. Maturín (Maturín)
9. Piar (Aragua de Maturín)
10. Punceres (Quiriquire)
11. Santa Bárbara (Santa Bárbara)
12. Sotillo (Barrancas)
13. Uracoa (Uracoa)

## Ekonomi
Ekonomin på Monagas är baserad inom jordbruk och boskap.